# Xanthocryptus
Xanthocryptus is een geslacht van insecten uit de orde vliesvleugeligen (Hymenoptera) en de familie Ichneumonidae.

## Soorten
- X. albicolaris Cheesman, 1936
- X. apicalis (Szepligeti, 1916)
- X. basalis (Szepligeti, 1916)
- X. cordatus Cheesman, 1936
- X. erroneus (Tosquinet, 1903)
- X. flavomaculatus (Cameron, 1911)
- X. immixtum Cheesman, 1936
- X. leviceps (Szepligeti, 1916)
- X. lugubris Cheesman, 1936
- X. luteus Cameron, 1911
- X. nigricollis Cameron, 1911
- X. novozealandicus (Dalla Torre, 1901)
- X. robustus Cameron, 1901
- X. spilonotus Cameron, 1911
- X. tegularis (Szepligeti, 1916)
- X. temporalis (Szepligeti, 1916)
- X. tosquineti (Cameron, 1911)
- X. unicarinatus (Cameron, 1907)
- X. vesiculosus (Brulle, 1846)